# فرانک هال کرین
فرانک هال کرین (انگلیسی: Frank Hall Crane؛ ‏ ۱ ژانویهٔ ۱۸۷۳ – ۱ سپتامبر ۱۹۴۸) کارگردان فیلم و بازیگر اهل ایالات متحده آمریکا بود.
از فیلم‌ها یا برنامه‌های تلویزیونی که وی در آن نقش داشته‌است، می‌توان به دیوید کاپرفیلد، پری دریایی، دخترک رام‌نشده  و حکایت زمستان اشاره کرد.